# Calle de la Princesa (Madrid)
La calle de la Princesa o calle Princesa es una vía pública de Madrid (España) que comienza en la plaza de España y termina en la plaza de la Moncloa.

## Localización
Continuación dentro del casco urbano de la capital de España de la autovía del Noroeste, es línea divisoria entre los distritos Centro y Moncloa-Aravaca (hasta la intersección con la calle de Alberto Aguilera y la del Marqués de Urquijo) y Chamberí y Moncloa-Aravaca (entre las calles de Alberto Aguilera y Melendez Valdés, pues las viviendas militares que conforman el tramo restante hasta Moncloa y el propio edificio de la Junta Municipal de Moncloa-Aravaca fueron transferidas del distrito de Chamberí, barrio Gaztambide, al de Moncloa, barrio de Argüelles, en 2007, moviéndose así la línea divisoria entre distritos a la paralela calle del Arcipreste de Hita).

## Historia

### Origen del nombre

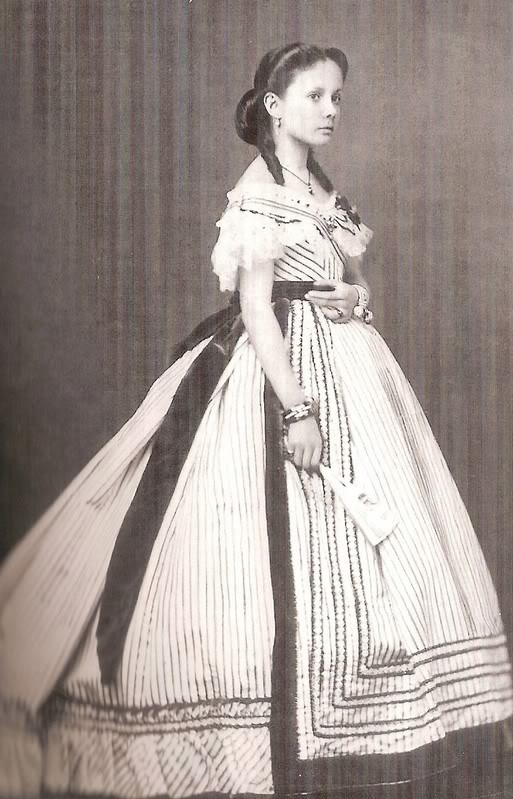
Retrato de La Chata (c. 1865).

La calle de la Princesa recibe su nombre —que data de 1865— de la infanta Isabel de Borbón y Borbón, conocida como «la Chata», tan querida por el pueblo, como objeto de burla entre la intelectualidad. Fue en dos ocasiones princesa de Asturias y murió desterrada en París.
La calle, primitivamente marcada en el plano de Texeira (1656) como camino de San Bernardino hasta el Portillo de San Bernardino, nacía en el prado de los Afligidos, frente al convento de «S. Joachin del Orden de los Promostatençes», fundado en 1636. Precisamente fue la proximidad del cenobio, situado en lo que al comienzo del siglo xxi es la plaza de Cristino Martos, lo que determinó su primer nombre al ser conocido también como convento de los Afligidos por venerarse en él la virgen así llamada.
Antes de tomar el nombre que conserva en el inicio del siglo xxi se llamó calle del Duque de Liria, por encontrarse en torno al palacio de Liria, en la antigua finca señorial de la Moncloa (Real Sitio de la Moncloa y antes Real Sitio de la Florida).

### Arquitectura monumental

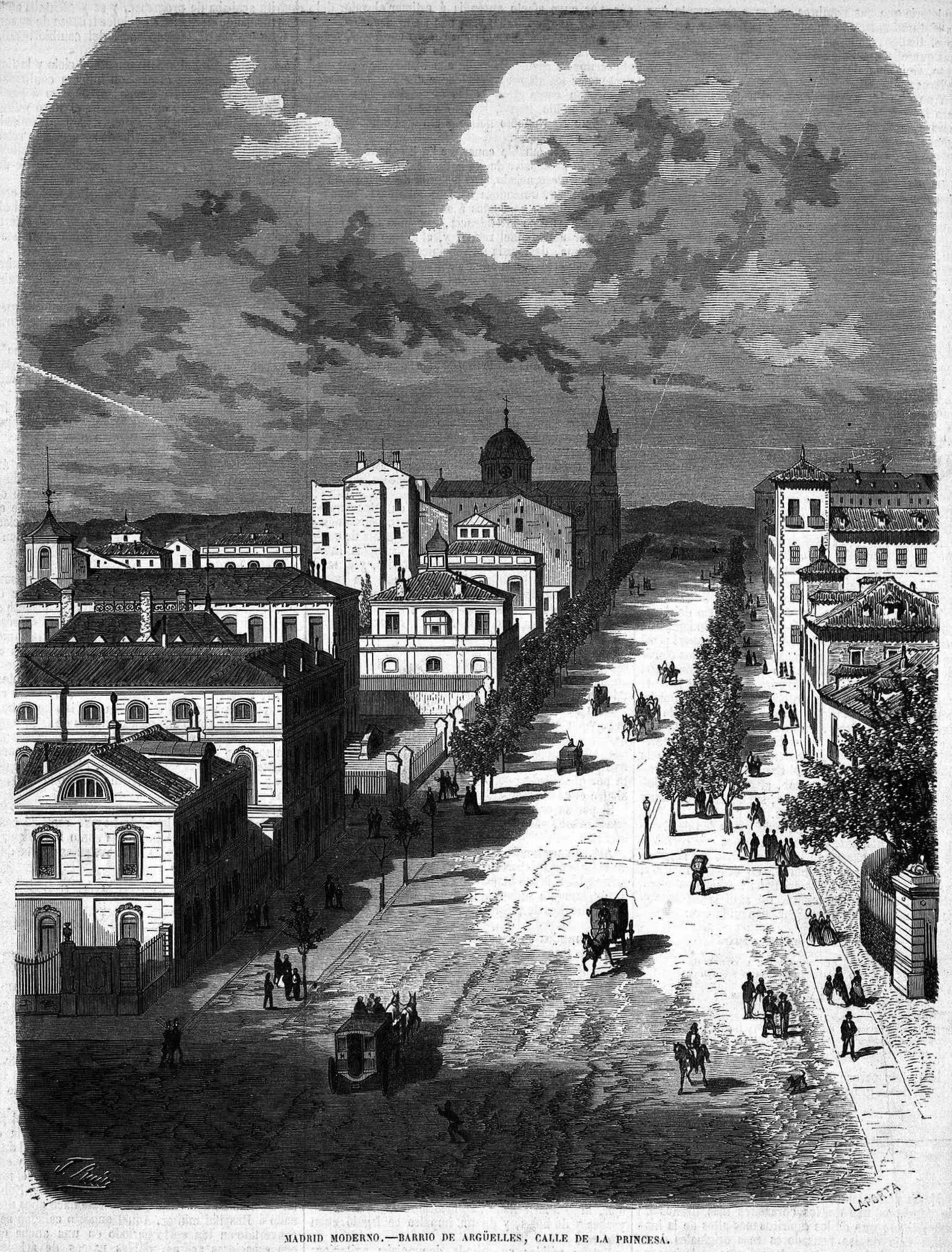
Ilustración de la calle de la Princesa publicada en El Museo Universal el 13 de enero de 1867.

En su inicio, a unos pasos de la plaza de España está la fuente de los Afligidos, también conocida como fuente de Cristino Martos, o fuente de Princesa. Es este mismo espacio hubo una primitiva fuente, conocida como fuente de San Joaquín (documentada ya en el plano de Texeira de 1656),, ampliada luego por el alcalde José Osorio y Silva y que en 1952 fue reemplazada por la que desde entonces forma parte del conjunto monumental dedicado al médico y bacteriólogo español Jaume Ferran i Clua, como nuevo acceso entre la plazuela de los Afligidos y la calle de la Princesa. El conjunto monumental de doble escalinata, grupos escultóricos y fuente de Federico Coullaut-Valera, fue diseñado por dos de los arquitectos del plan Bidagor, Manuel Herrero Palacios y Luis Pérez-Minguez..
También el número 23 de dicha calle, se encuentra la sede social de Seguros Ocaso, un impresionante y bonito edificio de estilo neoclasicista de principios del siglo XX.